# Happy?
Happy? is een nummer van de Nederlandse rockband Intwine uit 2003. Het is de eerste single van hun titelloze debuutalbum.
"Happy?" is een rockballad waarin de ik-figuur zingt dat hij diep in de put zit omdat zijn vrouw hem heeft verlaten. Hij hoopt dat zijn ex-vrouw zich niet voelt zoals hij; hij hoopt dat ze gelukkig is. Tegen het einde van het nummer spreekt de ik-figuur dit echter tegen, en zingt hij dat hij hoopt dat zijn ex zich nog slechter voelt dan hij. 
Met "Happy?" had Intwine meteen een hit te pakken. Met een 3e in de Nederlandse Top 40 was het ook de grootste hit die de band ooit heeft gescoord. In Vlaanderen werd de 3e positie in de Tipparade gehaald.